# 北干山 (萧山区)

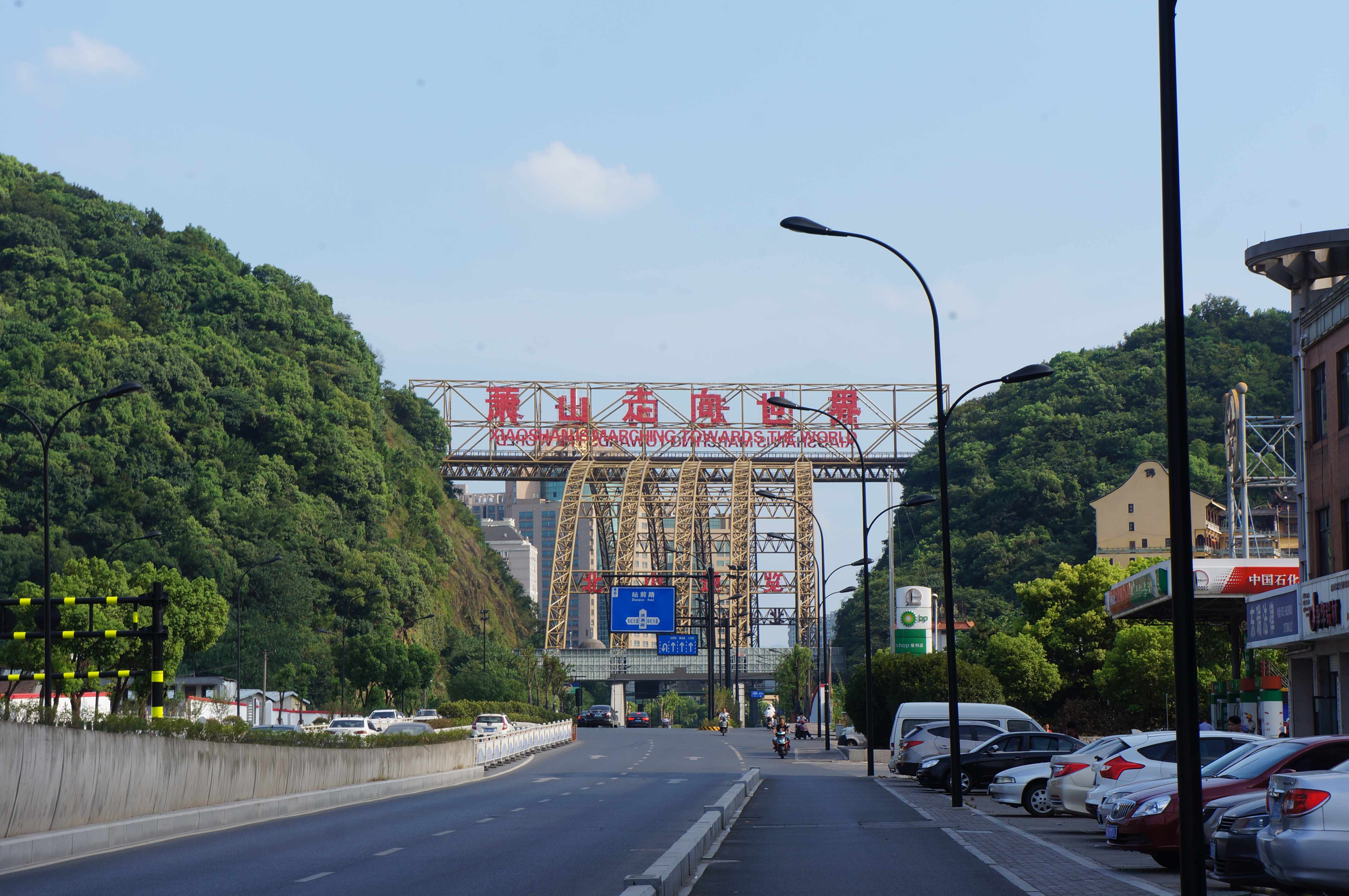
北干山上的北山通览（萧山走向世界）

北干山，位于萧山原县治北，遂亦名北山，其西与萧然山呼应，东与长山相联系，明代南京吏部尚书魏骥称之为“望邑名山”。为萧山市区著名的登山健身去处，现名为北山公园。
其上景点有萧山烈士陵园，北山通览（萧山走向世界），气象台，在山腰处亦有一些佛教寺院。